# Penn World Table
La Penn World Table (PWT) es un conjunto de datos de cuentas nacionales desarrollado y mantenido por académicos de la Universidad de California en Davis y el Centro de Desarrollo del Crecimiento de Groningen de la Universidad de Groningen para medir el PIB real en todos los países a lo largo del tiempo.Las sucesivas actualizaciones han agregado países (actualmente 167), entre los años 1950 a 2017; y datos sobre capital, productividad, empleo y población.La versión actual de la base de datos (versión 9), permite realizar comparaciones del PIBpc (PIB per cápita), como medida del nivel de vida, de la capacidad productiva de las economías y de su nivel de productividad. En comparación con otras bases de datos, como los Indicadores de Desarrollo Mundial del Banco Mundial, el período cubierto es más largo y hay más datos que son útiles para comparar la productividad entre países y a lo largo del tiempo.

## Método
Una práctica común para comparar el producto interno bruto (PIB) entre países ha sido a través de sus tipos de cambio . Sin embargo, esto supone que este precio relativo (basado en los productos vendidos) es representativo de todos los precios relativos de la economía; es decir, que representa la paridad del poder adquisitivo (PPA) de cada moneda. En contraste, la PWT utiliza precios detallados dentro de cada país para diferentes categorías de gastos, independientemente de si la producción se comercializa internacionalmente (por ejemplo, computadoras) o no (por ejemplo, cortes de pelo). Estos precios detallados se combinan en un nivel de precios relativo general, normalmente denominado PPA del país. Los precios detallados utilizados para calcular las PPA se basan en datos publicados por el Banco Mundial como parte del Programa de Comparación Internacional (PCI).
Un hallazgo empírico ampliamente documentado por PWT es el efecto Penn, el hallazgo de que el PIB real se subestima sustancialmente cuando se utilizan tipos de cambio en lugar de PPA al comparar el PIB entre países. El argumento más común para explicar este hallazgo es el efecto Balassa-Samuelson, que sostiene que a medida que los países se vuelven más ricos, la productividad aumenta principalmente en la industria y otras actividades comercializadas. Esto aumenta los salarios y, por tanto, los precios de muchos servicios (no comercializables), aumentando el nivel general de precios de la economía. El resultado es que los países más pobres, como China, parecen ser mucho más ricos según el PIB real convertido a PPA que según el PIB convertido mediante el tipo de cambio.
El nombre de la base de datos proviene de los desarrolladores originales de la Universidad de Pensilvania, Robert Summers, Irving Kravis y Alan Heston. 